# Honda NX 650 Dominator
La Honda NX 650 Dominator (più comunemente conosciuta solo come Honda Dominator) è una motocicletta enduro-stradale dotata di un motore monocilindrico da 644 cm³ di cilindrata prodotta dal costruttore giapponese Honda tra il 1988 e il 2002. Dal 1994 la produzione viene spostata in Italia, nella sede di Atessa.
Oltre alle variazioni di grafica e dettagli tra i modelli prodotti negli anni, si possono distinguere sostanzialmente tre versioni: la prima serie è dotata di un serbatoio meno capiente (13 lt) e di una sella leggermente più corta rispetto alle successive due ma, nel biennio 1988-1989, oltre al comodo avviamento elettrico presentava anche il kick start; la seconda serie vede sostanzialmente la nascita di un serbatoio da 16l e una sella più lunga (mantenuti sulla terza serie) ed è facilmente distinguibile per le frecce anteriori in carena; la terza serie, non più prodotta in Giappone ma in Italia ad Atessa, presenta nuovamente le frecce anteriori sporgenti, componentistica leggermente differente rispetto ai precedenti modelli (come ad es. l'impianto frenante Brembo in sostituzione al precedente Nissin), telaio rivisto con quote più stradali e scarichi di dimensione maggiore. Nel catalogo della casa motociclistica giapponese andava a sostituire la Honda XL 600 e si affiancava alla Honda Transalp, di cilindrata paragonabile ma dotata di motore bicilindrico raffreddato a liquido e destinata ad un uso maggiormente stradale.
Tra i principali pregi annoverati dai possessori di questa moto, risaltano senza dubbio l'affidabilità, confermata da un test effettuato su 100.000km dalla rivista Motociclismo e pubblicato nel 1998, e la semplicità generale del prodotto; tra i principali difetti le vibrazioni elevate, tipiche dei motori monocilindrici, ed una velocità di crociera piuttosto bassa, che pongono dei limiti sui lunghi trasferimenti autostradali.
Con pochi accorgimenti tecnici, questa moto partecipò al “Camel Marathon Bike Peru” nel 1989 e alla “Parigi Dakar” nel 1993 ed è ancora oggi utilizzata in numerosi “viaggi-avventura”.
Della serie NX, oltre alla NX 650, c'erano anche le varianti NX 125, NX 250, NX 350, NX 400 e NX 500 in base alle varie cilindrate. La NX 350 Sahara è stata prodotta in Brasile fino al 1999, quando fu sostituito con il modello NX 400 Falcon. Questa moto è stata l'ultima della serie prodotta anche in Brasile fino al 2009.